# Dipsas latifrontalis
Dipsas latifrontalis este o specie de șerpi din genul Dipsas, familia Colubridae, descrisă de Boulenger 1905. Conform Catalogue of Life specia Dipsas latifrontalis nu are subspecii cunoscute.